# Chã da Parada

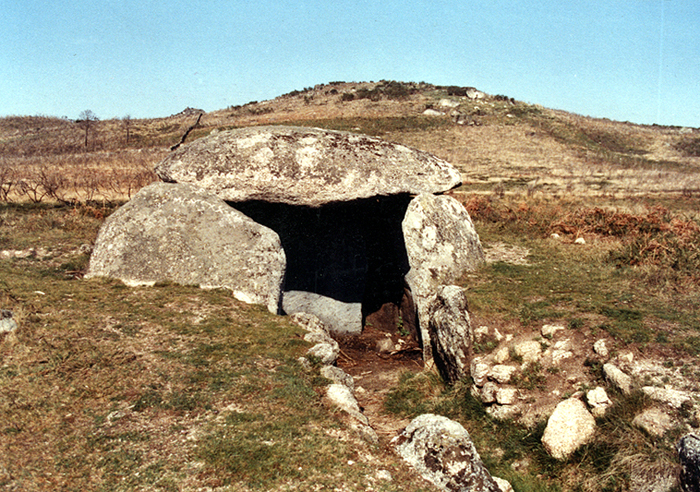
Chã da Parada

Chã da Parada (auch Anta da Aboboreira genannt) ist die einzige Megalithanlage des Galerietyps nördlich des Duero in Portugal. Das Hochplateau (Chã) wurde zwischen 1978 und 1988 durchsucht und gilt als das einzig systematisch erforschte Gebiet in Portugal, da von den 50 Megalithanlagen in dieser Region fast alle erfasst wurden.

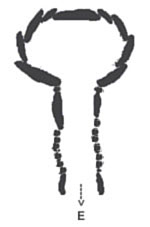
Breitkammer von Aboboreira – Grundriss

Dabei fanden sich, abgesehen von Chã da Parada, drei weitere Anlagentypen. Die charakteristischen polygonalen Antas, einige davon in Erdhügeln mit bis zu 15 m Durchmesser, aber auch Cairns mit Kammer und ohne nachweisbare, wahrscheinlich verstürzte Kammer. Zum auch hier wieder jüngsten Anlagentyp gehören die die dritte Gruppe bildenden Steinkisten. Chã da Parada charakterisiert das Optimum der Architektur in der Serra de Aboboreira und wurde mit Hilfe der Radiokarbonmethode auf die Mitte des 3. vorchristlichen Jahrtausends datiert. Die beraubte Anlage erbrachte noch Abschläge, Handmühlen, Klingen, Mikrolithen, Pfeilspitzen, Schieferperlen, das Fragment eines Scheibenbeils sowie verschiedene Sorten von Keramik, dabei waren auch Glockenbecher. Die meisten der Anlagen sind hier älter und entstanden nach gegenwärtigem Forschungsstand am Übergang vom 5. zum 4. Jahrtausend. Damit zählen die breitkammerigen Anlagen zu den ältesten auf der Iberischen Halbinsel.